# Stammliste des Hauses Württemberg
Stammliste des Hauses Württemberg mit den in der Wikipedia vertretenen Personen und wichtigen Zwischengliedern.

## Von den Anfängen bis zur Mitte des 13. Jahrhunderts
1. Konrad I. (erstmals erwähnt 1081), 1083–1110 Herr von Württemberg, ⚭ Werndrut
2. Bruno, 1105–1120 Abt des Klosters Hirsau
3. Liutgart ⚭ N.N.
  1. Konrad II. († 1143), 1110 Herr von Wirtemberg, ⚭ Hadelwig
    1. Ludwig I. (* um 1119; † 1158), Graf von Württemberg
      1. Ludwig II. (* um 1137; † 1181), Graf von Württemberg, ⚭ Willibirg (* 1142; † 1179), Tochter Graf Hartmanns III. von Kirchberg
        1. Hartmann I. (* um 1160/70; † um 1240), ⚭ um 1190 NN von Veringen, Tochter Graf Eberhards I.[1]
          1. Elisabeth Gräfin „von Grüningen“[2] (* um 1190/1200, tot 1251[3]), ⚭ Konrad Graf von Oettingen, urk. 1223
          2. Willibirg, urk. 1236, tot 1252, ⚭ Wilhelm I. Graf von Tübingen
          3. Konrad III. Graf von Württemberg-Grüningen, urk. 1226–1228, ⚭ NN
            1. Hartmann I. von Grüningen (urk. ab 1237; † 1280), Graf von Grüningen, ⚭ (II) 1252/54 Hedwig, Tochter Graf Wolfrads III. von Veringen; → Nachfahren siehe unten, Grafen von Grüningen-Landau

          4. Hermann, urk. 1231 (Abstammung von Hartmann I. vermutet), ⚭ Irmgard von Ulten († nach 1236)
            1. Eberhard, urk. 1236–1243
            2. NN, urk. 1251, ⚭ Rudolf I. der Scheerer, († 1277), Graf von Tübingen-Herrenberg
            3. Ulrich I. (1226–1265), gen. der Stifter, Graf von Württemberg; → Nachfahren siehe unten
            4.  ? Heinrich, Bischof von Eichstätt

        2. Ludwig III. (* 1166; † um 1241), Graf von Württemberg

    2. Emicho, zwischen 1139 und 1154 mehrfach urkundlich erwähnt

## Grafen von Grüningen-Landau
1. Hartmann I. von Grüningen, ⚭ (II) um 1252/54 Hedwig, Tochter von Graf Wolfrad III. von Veringen († 1268); → Vorfahren siehe oben
  1. (I) Agnes, ⚭ Graf Rudolf II. († 1302), Sohn von Hugo II., Graf von Montfort
  2. (I) Hartmann II. von Grüningen (1265 volljährig, † vor 1273), ⚭ NN von Eberstein
    1. Hartmann III. († um 1284)
    2. Konrad († 1292), Graf von Landau
    3. Ludwig († um 1293)
    4. Adelheid († nach 15. Juli 1300), ⚭ Berthold von Mühlhausen

  3. (I) Adelheid, 1300 Äbtissin von Heiligkreuztal
  4. (II) Konrad I. († 1300), ⚭ Liutgard († 1295), Tochter von Heinrich II., Markgraf von Burgau
    1. Anna, Nonne

  5. (II) Ludwig, Kanoniker in Augsburg
  6. (II) Eberhard I. († 1323), ⚭ Richenza († um 1294), Tochter von Gottfried III., Graf von Löwenstein
    1. Eberhard II. († nach 1340), Graf von Landau, ⚭ (I) Irmengard († 1309), Tochter von Theobald, Graf von Pfirt und Katharina von Klingen, ⚭ (II) Mechthild von Pfullingen († nach 1341)
      1. Eberhard III. († 1368), ⚭ (I) Guta von Gundelfingen, ⚭ (II) Elisabeth
        1. (I) Konrad III. († 1374)
        2. (I) Guta († 1381/84), ⚭ (I) Albrecht († 1365), Graf von Aichelberg, ⚭ (II) Wilhelm von Bebenburg
        3. (II) Eberhard IV. († 1374), ⚭ Elisabeth
        4. (II) Ludwig I. († 1398), ⚭ Elisabeth (Isotta) († 1388), Tochter von Barnabas Visconti
        5. (II) Eberhard V. († 1398)
        6. (II) Elisabeth (1358)
        7. (II) Adelheid, Nonne in Heiligkreuztal 1361

      2. Konrad († 1362/63 in Italien)
      3. Eberhard, Geistlicher 1354

    2. Konrad II. († 1343)

## Von Ulrich I. bis Ludwig I. und Ulrich V.
1. Ulrich I., (erstmals erwähnt 1238; † 1265) gen. der Stifter, mit dem Daumen, ⚭ (I) (vor 4. April 1251) Mechthild von Baden († nach 1258), ⚭ (II) (1259/63) Agnes von Schlesien-Liegnitz (* nach 1242; † 1265); → Vorfahren siehe oben
  1. (I) Ulrich II. (* nach 19. April 1254; † 1279)
  2. (I) Agnes (* vor 1264; † 1305), ⚭ (I) (vor 7. Mai 1275) Konrad Graf von Oettingen, ⚭ (II) (vor 11. Januar 1282) Friedrich II., Graf von Truhendingen († 1290), ⚭ (III) (vor 3. Juli 1295) Kraft I. von Hohenlohe-Weikersheim
  3. (I) Mechthild (Luitgard) (* vor 1264; † vor 24. Juni 1284), ⚭ Albrecht, Graf von Schenkenberg-Löwenstein († 1304)
  4. (II) Irmengard (* vor Frühjahr 1264; † 1278/1295), ⚭ Hesso, Markgraf von Baden († 1296/97)
  5. (II) Eberhard I., gen. der Erlauchte, Illustris, der Zänker, (1265–1325), ⚭ (I) (nach 1279) NN, ⚭ (II) (nach Oktober 1291) Margarethe (* nach 1255; † vor 1296), Tochter von Albrecht II., Graf von Hohenberg († 1298), Schwager von König Rudolf I., ⚭ (III) Irmengard (* vor 22. April 1284; † 8. Februar nach 1320), Tochter von Markgraf Rudolf I. von Baden
    1. (I) Ulrich (* nach Mai 1285; † 1. November 1315), ⚭ 1291 Mechthild von Hohenberg (* 1283; † 26. April vor 1316), Tochter von Albrecht II., Graf von Hohenberg († 1298), und seiner ersten Gemahlin Margarethe von Fürstenberg († 1295)
      1. Ulrich (* 1300/11–1321/35)
      2. Agnes (* vor 1315; † 1373), ⚭ (I) 1320/21 Ulrich, Graf von Helfenstein († 1326), ⚭ (II) (nach 20. Oktober 1330) Konrad II., Graf von Schlüsselburg († 1347)

    2. (I) Agnes (* vor 1300; vor 27. März 1349), ⚭ Heinrich, Graf von Werdenberg (* 1280/85; † 2. März 1332/27. Juni 1334)
    3. (II) Ulrich III., gen. der Jüngere (* nach 1291; † 1344), ⚭ Sophie (* vor 1312; † 1344), Tochter von Theobald II., Graf von Pfirt
      1. Eberhard II., gen. der Greiner, Rauschebart (nach 1315–1392), ⚭ Elisabeth von Henneberg-Schleusingen (1319–1389)
        1. Ulrich (nach 1340–1388), ⚭ (1362) Elisabeth (1329–1402)
          1. Eberhard III., gen. der Milde (nach 1362–1417), ⚭ (I) (1380) Antonia (nach 1350–1405), ⚭ (II) Elisabeth (1391/92–1429), Tochter von Burggraf Johann III. (Nürnberg)
            1. (I) Eberhard IV., gen. der Jüngere (1388–1419), Graf von Württemberg seit 1417, ⚭ (1397/nach 1400) Henriette von Mömpelgard (um 1384/1391–1444)
              1. Anna (1408–1471), ⚭ (1420/22) Philipp, Graf von Katzenelnbogen (1402–1479), Scheidung (1. Januar 1456)
              2. Ludwig I. (1412–1450), 1419 Graf von Württemberg, 1441 Graf von Württemberg-Urach, ⚭ (1436) Mechthild von der Pfalz (1419–1482); → Nachfahren siehe unten, Linie Urach
              3. Ulrich V., gen. der Vielgeliebte (1413–1480), 1433 Graf von Württemberg, 1441 Graf von Württemberg-Stuttgart, ⚭ I) (1432/33) Margarethe (1416–1444), Tochter des Herzogs Adolf I. von Kleve, ⚭ II) (1444/45) Elisabeth (1419–1451), Tochter des Herzogs Heinrich IV. von Bayern-Landshut, ⚭ (III) (1431/32) Margarethe von Savoyen (1420–1479); → Nachfahren siehe unten, Linie Stuttgart

            2. (II) Elisabeth (nach 1412-nach 29. April 1476), ⚭ (1428) Johann III., Graf von Werdenberg († 1465)

        2. Sophie (nach 1340–1369), ⚭ 1353/61 Johann I., Herzog von Lothringen (1346–1390/91)

      2. Ulrich IV. (nach 1315–1366), ⚭ Katharina (vor 1333-nach 1386), Tochter von Johann, Graf von Helfenstein († 1331) und Adelheid von Hohenlohe

    4. (III) Agnes (1295/1300–1317), ⚭ 1313 Ludwig VI., Graf von Oettingen (1270/75–1346)
    5. (III) Adelheid (Mechthild) (vor 1300–1342), ⚭ (vor 21. Dezember 1306) Kraft II., Graf von Hohenlohe († 1344)
    6. (III) Irmengard (nach 1300–1329), ⚭ 1318 Rudolf I., Graf von Rottenburg († 1336)

### Linie Urach
1. Ludwig I. (1412–1450), 1419 Graf von Württemberg, 1441 Graf von Württemberg-Urach, ⚭ 1436 Mechthild von der Pfalz (1419–1482); → Vorfahren siehe oben
  1. Mechthild (1436/41–1495), ⚭ (1453/54) Landgraf Ludwig II. von Hessen (1438–1471)
  2. Ludwig II. (1439–1457), 1450 Graf von Württemberg-Urach
  3. Andreas (1443–1443)
  4. Eberhard V., gen. im Bart, (1445–1496), 1459 Graf von Württemberg-Urach, 1495 als Eberhard I. Herzog von Württemberg und Teck, ⚭ (1474) Barbara Gonzaga (1455–1503); → Linie ausgestorben
  5. Elisabeth (1447–1505), Gräfin von Saarbrücken, Vormünderin in Nassau-Saarbrücken, ⚭ (30. Oktober 1470) Graf Johann III. von Nassau-Saarbrücken, ⚭ 2. (4. November 1474) Graf Heinrich von Stolberg-Wernigerode (1436–1511)

### Linie Stuttgart
1. Ulrich V. (Württemberg), gen. der Vielgeliebte (1413–1480), 1433 Graf von Württemberg, 1441 Graf von Württemberg-Stuttgart, ⚭ (I) (1432/33) Margarete von Kleve (1416–1444), Tochter des Herzogs Adolf II. (Kleve-Mark) (1373–1448); ⚭ (II) (1444/45) Elisabeth von Bayern (1419–1451), Tochter des Herzogs Heinrich XVI. (1386–1450); ⚭ (III) (1453) Margarethe von Savoyen (1420–1479), Tochter von Graf Amadeus VIII. (Savoyen) (1383–1451); → Vorfahren siehe oben
  1. (I) Katharina (1441–1497), Nonne im Kloster Adelberg
  2. (II) Eberhard II. (Württemberg, Herzog) (1447–1504), 1480 Graf von Württemberg-Stuttgart, 1496–1498 als Eberhard II. Herzog von Württemberg, ⚭ 1465/67 Elisabeth von Brandenburg (1451–1524), Tochter von Kurfürst Albrecht Achilles (1414–1486)
  3. (II) Margarethe (1445/50–1479), Nonne in Liebenau
  4. (II) Ulrich (Georg) (* nach Oktober 1445; † jung)
  5. (II) Heinrich von Württemberg, gen. der Einsame (1448–1519), angeblich „geisteskrank“, seit 1490 Verwahrung auf Hohenurach, ⚭ (I) Elisabeth (nach 1416–1487), Tochter des Simon Wecker, Graf von Zweibrücken-Bitsch; ⚭ (II) Eva von Salm (um 1468–1521), Tochter des Johann, Graf von Salm
    1. (I) Ulrich (Württemberg), ursprünglich Eitel Heinrich (1487–1550), 1498 Herzog von Württemberg, ⚭ Sabina von Bayern (1492–1564), Tochter von Herzog Albrecht IV. (Bayern) (1447–1508)
      1. Anna von Württemberg (1513–1530)
      2. Christoph (Württemberg) (1515–1568), 1550 Herzog von Württemberg, ⚭ Anna Maria von Brandenburg-Ansbach (1526–1589), Tochter von Markgraf Georg (Brandenburg-Ansbach-Kulmbach) (1484–1543)
        1. Eberhard (1545–1568)
        2. Hedwig von Württemberg (1547–1590), ⚭ Landgraf Ludwig IV. (Hessen-Marburg) (1537–1604)
        3. Elisabeth (1548–1592), ⚭ (I) 1568 Georg Ernst, letzter Graf von Henneberg (1511–1583); ⚭ (II) 1586 Pfalzgraf Georg Gustav (Pfalz-Veldenz) (1564–1634)
        4. Sabina von Württemberg (1549–1581), ⚭ 1566 Landgraf Wilhelm IV. (Hessen-Kassel) (1532–1592)
        5. Emilie (1550–1589), ⚭ 1578 Pfalzgraf Reichard (Pfalz-Simmern-Sponheim) (1521–1598)
        6. Eleonore von Württemberg (1552–1618), ⚭ (I) 1571 Fürst Joachim Ernst (Anhalt) (1536–1586); ⚭ (II) 1589 Landgraf Georg I. (Hessen-Darmstadt) (1547–1596)
        7. Ludwig (Württemberg) (1554–1593), 1568 Herzog von Württemberg, ⚭ (I) 1575 Dorothea Ursula von Baden-Durlach (1559–1583), Tochter von Markgraf Karl II. (Baden-Durlach) (1529–1577); ⚭ (II) 1585 Ursula von Pfalz-Veldenz-Lützelstein (1572–1635), Tochter von Pfalzgraf Georg Johann I. (Pfalz-Veldenz) (1543–1592); → Linie ausgestorben
        8. Maximilian (1556–1557)
        9. Ulrich (1558)
        10. Dorothea Maria (1559–1639), ⚭ 1582 Pfalzgraf Otto Heinrich (Pfalz-Sulzbach) (1556–1604)
        11. Anna von Württemberg (1561–1616), ⚭ (I) 1582 Herzog Johann Georg (Ohlau-Wohlau) (1552–1592); ⚭ (II) 1594 Herzog Friedrich IV. (Liegnitz) (1552–1596)
        12. Sophia (1563–1590), ⚭ 1583 Friedrich Wilhelm I. (Sachsen-Weimar) (1562–1602), Herzog von Sachsen-Altenburg

    2. (II) Maria (1496–1541), ⚭ 1510/15 Herzog Heinrich II. (Braunschweig-Wolfenbüttel) (1489–1568), gen. der Jüngere
    3. (II) Georg I. (Württemberg-Mömpelgard), gen. der Vorsichtige (1498–1558), ⚭ Barbara von Hessen (1536–1597), Tochter von Landgraf Philipp I. (Hessen) (1504–1567); → Nachfahren siehe unten, Linie Mömpelgard

  6. (II) Elisabeth (1450–1501), ⚭ 1468/69 Graf Friedrich II. von Henneberg-Aschach (* 1429; † 1488)
  7. (III) Helene (nach 1453–1506), ⚭ 1475/7 Graf Kraft VI. von Hohenlohe-Waldenburg-Neuenstein (1452–1503)
  8. (III) Margarethe (nach 1453–1470), ⚭ (vor 23. April 1469) Graf Philipp von Eppstein-Königstein († 1481)
  9. (III) Philippine (nach 1453–1475), ⚭ 1459/70 Graf Jakob II. von Horn († 1502)

#### Linie Mömpelgard
1. Georg I. (Württemberg-Mömpelgard), gen. der Vorsichtige (1498–1558), ⚭ Barbara von Hessen (1536–1597), Tochter von Landgraf Philipp I. (Hessen) (1504–1567); → Vorfahren siehe oben, Linie Stuttgart
  1. Ulrich (1556–1557)
  2. Friedrich I. (Württemberg) (1557–1608), 1558 Graf von Mömpelgard, 1593 Herzog von Württemberg, ⚭ Sibylla von Anhalt (1564–1614), Tochter von Fürst Joachim Ernst (Anhalt) (1536–1586)
    1. Johann Friedrich (Württemberg) (1582–1628), 1608 Herzog von Württemberg, ⚭ Barbara Sophia von Brandenburg (1584–1636), Tochter von Kurfürst Joachim Friedrich (Brandenburg) (1546–1608)
      1. Henriette (1610–1623)
      2. Friedrich (1612)
      3. Antonia zu Württemberg (1613–1679)
      4. Eberhard III. (Württemberg, Herzog) (1614–1674), 1628 Herzog von Württemberg, ⚭ (I) Anna Katharina Dorothea von Salm-Kyrburg (1614–1655), Tochter von Graf Johann Kasimir von Salm-Kyrburg (1577–1651); ⚭ (II) Maria Dorothea Sophia von Oettingen (1639–1698), Tochter von Graf Joachim Ernst zu Oettingen-Oettingen (1612–1659)
        1. Johann Friedrich (1637–1659)
        2. Ludwig Friedrich (1638–1639)
        3. Christian Eberhard (1639–1640)
        4. Eberhard (1640–1641)
        5. Sophie Luise von Württemberg (1642–1702), ⚭ Markgraf Christian Ernst (Brandenburg-Bayreuth) (1644–1712)
        6. Dorothea Amalie (1643–1650)
        7. Christine Friederike von Württemberg (1644–1674), ⚭ Fürst Albrecht Ernst I. zu Oettingen-Oettingen (1642–1683), Sohn von Joachim Ernst I. von Oettingen-Oettingen (1612–1659)
        8. Christine Charlotte von Württemberg (1645–1699), ⚭ Fürst Georg Christian (Ostfriesland) (1634–1665)
        9. Wilhelm Ludwig (Württemberg) (1647–1677), 1674 Herzog von Württemberg, ⚭ Magdalena Sibylla von Hessen-Darmstadt (1652–1712), Tochter von Landgraf Ludwig VI. (Hessen-Darmstadt) (1630–1678)
          1. Eleonore Dorothea (1674–1683)
          2. Eberhardine Luise (1675–1707)
          3. Eberhard Ludwig (Württemberg) (1676–1733), 1677 Herzog von Württemberg, ⚭ Johanna Elisabeth von Baden-Durlach (1680–1757), Tochter von Markgraf Friedrich VII. Magnus (Baden-Durlach) (1647–1709)
            1. Friedrich Ludwig (Württemberg) (1698–1731), ⚭ Henriette Marie von Brandenburg-Schwedt (1702–1782), Tochter von Markgraf Philipp Wilhelm (Brandenburg-Schwedt) (1669–1711)
              1. Eberhard Friedrich (1718–1719)
              2. Louise Friederike von Württemberg (1722–1791), ⚭ Friedrich (Mecklenburg) (1717–1785)

          4. Magdalena Wilhelmine von Württemberg (1677–1742), ⚭ Markgraf Karl III. Wilhelm (Baden-Durlach) (1679–1738)

        10. Anna Katharina (1648–1691)
        11. Karl Christoph (1650)
        12. Eberhardine Catharine von Württemberg (1651–1683), ⚭ Fürst Albrecht Ernst I. zu Oettingen-Oettingen (1642–1683), Sohn von Joachim Ernst I. von Oettingen-Oettingen
        13. Friedrich Karl (Württemberg-Winnental) (1652–1698), ⚭ Eleonore Juliane von Brandenburg-Ansbach (1663–1724), Tochter von Markgraf Albrecht II. (Brandenburg-Ansbach) (1620–1667); → Nachfahren siehe unten, Linie Winnental
        14. Karl Maximilian (1654–1689)
        15. Georg Friedrich (1657–1685), gefallen
        16. (Sohn) (1659)
        17. Albrecht Christian (1660–1663)
        18. Ludwig (1661–1698)
        19. Joachim Ernst (1662–1663)
        20. Philipp Siegmund (1663–1669)
        21. Karl Ferdinand (1667–1668)
        22. Johann Friedrich (1669–1693)
        23. Sophie Charlotte (1671–1717), ⚭ Johann Georg II. (Sachsen-Eisenach) (1665–1698)
        24. Eberhard (1672)
        25. Emanuel Eberhard (1674–1675)

      5. Friedrich (Württemberg-Neuenstadt) (1615–1682), ⚭ Clara Augusta von Braunschweig-Wolfenbüttel (1631–1700), Tochter von August II. (Braunschweig-Wolfenbüttel) (1579–1666); – Linie Neuenstadt
        1. Friedrich August (Württemberg-Neuenstadt) (1654–1716), ⚭ Sofie Esther Elbertine von Eberstein (1661–1728), Tochter von Graf Casimir von Eberstein
          1. Friedrich Kasimir (* 7. Oktober 1680; † 9. Oktober 1680)
          2. Ludwig Friedrich (* 1. November 1681; † 9. November 1681)
          3. eine Tochter (*/† 9. März 1683)
          4. Friedrich Samuel (* 11. Mai 1684; † 23. Mai 1684)
          5. eine Tochter (*/† 3. Juli 1685)
          6. August Friedrich (* 4. April 1687; † 21. Juli 1687)
          7. Carl (* 26. Dezember 1688; † 19. März 1689)
          8. Adam (* 30. Mai 1690; † 3. Juli 1690)
          9. Auguste Sofie (* 24. September 1691; † 1. März 1743), ⚭ 1709 Friedrich Eberhard von Hohenlohe-Kirchberg
          10. Eleonore Wilhelmine Charlotte (* 24. Januar 1694; † 11. August 1751)
          11. eine Tochter (*/† 21. November 1695)
          12. ein Sohn (*/† 29. August 1697)
          13. Friederike (Württemberg-Neuenstadt) (1699–1781)
          14. Friedrich (* 6. Juli 1701; † 21. Oktober 1701)

        2. Ulrich (1655)
        3. Eberhard (1656)
        4. Albrecht (1657–1670)
        5. Sophia Dorothea (Württemberg-Neuenstadt) (1658–1681), ⚭ Graf Ludwig Christian zu Stolberg-Gedern (1652–1710), Sohn von Graf Heinrich Ernst zu Stolberg-Wernigerode
        6. Ferdinand Wilhelm (Württemberg-Neuenstadt) (1659–1701)
        7. Anton Ulrich (Württemberg-Neuenstadt) (1661–1680)
        8. Barbara Auguste (1663–1664)
        9. Eleonore Charlotte (1664–1666)
        10. Christoph (1666)
        11. Carl Rudolf (Württemberg-Neuenstadt) (1667–1742), ⚭ Marie Therese de La Contry († 1748), Tochter von Jean Louis de La Contry; → Linie Neuenstadt ausgestorben
        12. Anna Eleonore (1669–1709)

      6. Ulrich (Württemberg-Neuenbürg) (1617–1671), ⚭ (1) Sophia Dorothea von Solms-Laubach (1622–1648), ⚭ (2) Isabella von Arenberg-Barbençon (1623–1678)
        1. Maria Catharine Charlotte (1648)
        2. Marie Anna (1652–1693)
        3. (Tochter) (1653)

      7. Anna Johanna (1619–1679)
      8. Sibylle (1620–1707), ⚭ Leopold Friedrich von Württemberg-Mömpelgard (1624–1662), Sohn von Ludwig Friedrich (Württemberg-Mömpelgard) (1586–1631)
      9. Eberthal (1623–1624)

    2. Georg Friedrich (1583–1591)
    3. Sibylla Elisabeth (1584–1606), ⚭ Kurfürst Johann Georg I. (Sachsen) (1585–1656)
    4. Elisabeth (1585)
    5. Ludwig Friedrich (Württemberg-Mömpelgard) (1586–1631); → Nachfahren siehe unten, Jüngere Linie Mömpelgard
    6. Joachim Friedrich (1587)
    7. Julius Friedrich (Württemberg-Weiltingen) (1588–1635), ⚭ Anna Sabina (Schleswig-Holstein-Sonderburg) (1593–1659), Tochter von Johann (Schleswig-Holstein-Sonderburg) (1545–1622); → Nachfahren siehe unten, Linie Weiltingen
    8. Philipp Friedrich (1589)
    9. Eva Christina (1590–1657), ⚭ Johann Georg von Brandenburg (1577–1624), Herzog von Jägerndorf, Sohn von Kurfürst Joachim Friedrich (Brandenburg) (1546–1608)
    10. Friedrich Achilles (Württemberg-Neuenstadt) (1591–1631)
    11. Agnes (1592–1629), ⚭ Franz Julius von Sachsen-Lauenburg (1584–1634), Sohn von Franz II. (Sachsen-Lauenburg) (1547–1619)
    12. Barbara (1593–1627), ⚭ Markgraf Friedrich V. (Baden-Durlach) (1594–1659)
    13. Magnus (Württemberg-Neuenbürg) (1594–1622), gefallen
    14. August (1596)
    15. Anna (1597–1650)

  3. Eva Christina von Württemberg-Mömpelgard (1558–1575)

##### Linie Winnental
1. Friedrich Karl (Württemberg-Winnental) (1652–1698), ⚭ Eleonore Juliane von Brandenburg-Ansbach (1663–1724), Tochter von Markgraf Albrecht II. (Brandenburg-Ansbach) (1620–1667); → Vorfahren siehe oben, Linie Mömpelgard
  1. Karl Alexander (Württemberg) (1684–1737), 1733 Herzog von Württemberg, ⚭ Marie-Auguste von Thurn und Taxis (1706–1756)
    1. Carl Eugen (Württemberg) (1728–1793), 1737 Herzog von Württemberg, ⚭ (I) Elisabeth Friederike Sophie von Brandenburg-Bayreuth (1732–1780), ⚭ (II) Franziska von Hohenheim (1748–1811)
    2. Eugen Ludwig (1729)
    3. Ludwig Eugen (Württemberg) (1731–1795), 1793 Herzog von Württemberg, ⚭ Sophie Albertine von Beichlingen
      1. Sophie Antoinette (1763–1775)
      2. Wilhelmine Friederike Elisabeth (1764–1817)
      3. Henriette Charlotte Friederike (1767–1817)

    4. Friedrich Eugen (Württemberg) (1732–1797), 1795 Herzog von Württemberg, ⚭ Friederike Dorothea Sophia von Brandenburg-Schwedt (1736–1798), Tochter von Markgraf Friedrich Wilhelm (Brandenburg-Schwedt) (1700–1771)
      1. Friedrich (Württemberg) (1754–1816), 1797 Herzog von Württemberg, 1806 König von Württemberg, ⚭ (I) Auguste Karoline von Braunschweig-Wolfenbüttel (1764–1788), Tochter von Herzog Karl Wilhelm Ferdinand (1735–1806), ⚭ (II) Charlotte Auguste von Großbritannien, Irland und Hannover (1766–1828), Tochter von König Georg III. (Vereinigtes Königreich) (1738–1820); → Nachfahren siehe unten, Königliche Linie
      2. Ludwig von Württemberg (1756–1817), ⚭ (I) Maria Anna Czartoryska (1768–1854), Tochter von Prinz Adam Kazimierz Czartoryski (1734–1823); ⚭ (II) Henriette von Nassau-Weilburg (1780–1857), Tochter von Fürst Karl Christian (Nassau-Weilburg) (1735–1788); → Nachfahren siehe unten, Linie Herzöge von Teck
      3. Eugen Friedrich Heinrich von Württemberg (1758–1822), ⚭ Luise von Stolberg-Gedern (1764–1834), Tochter von Fürst Christian Karl von Stolberg-Gedern (1725–1764); → Nachfahren siehe unten, Linie Carlsruhe (Oberschlesien)
      4. Sophie Dorothee von Württemberg (1759–1828), später Zarin Maria Feodorowna, ⚭ Zar Paul I. (Russland) (1754–1801)
      5. Wilhelm Friedrich Philipp von Württemberg (1761–1830), Herzog von Württemberg, ⚭ (morg.) Tunderfeldt-Rhodis (1777–1822), Tochter von Baron Karl August von Tunderfeldt-Rhodis; → Nachfahren siehe unten, Linie Herzöge von Urach
      6. Ferdinand Friedrich August von Württemberg (1763–1834), Feldmarschall, ⚭ (I) Albertine von Schwarzburg-Sondershausen (1771–1829), ⚭ (II) Pauline von Metternich-Winneburg (1771–1855), Tochter von Franz Georg Karl von Metternich
      7. Friederike von Württemberg (1765–1785), ⚭ Großherzog Peter I. (Oldenburg) (1755–1829)
      8. Elisabeth von Württemberg (1767–1790) (1767–1790), ⚭ Kaiser Franz II. (HRR) (1768–1835)
      9. Wilhelmine Friederike Katharine (1768)
      10. Carl Friedrich Heinrich (1770–1791), russischer General
      11. Alexander Friedrich Karl von Württemberg (1771–1833), russ. General, ⚭ Antoinette von Sachsen-Coburg-Saalfeld (1779–1824), Tochter von Franz (Sachsen-Coburg-Saalfeld) (1750–1806) → Nachfahren siehe unten, Herzogliche Linie
      12. Heinrich Friedrich Karl (1772–1838), ⚭ Christine Caroline Alexei (1779–1853), seit 1807 Freifrau von Rottenburg, seit 1825 Gräfin von Urach
        1. Marie (1802–1882) ⚭ Fürst Karl Friedrich Ludwig zu Hohenlohe-Kirchberg (1780–1861)
        2. Alexandrine (1803–1884)

    5. Alexander (1733–1734)
    6. Auguste Elisabeth (1734–1787), ⚭ Karl Anselm von Thurn und Taxis (1733–1805)

  2. Dorothea Charlotte (1685–1687)
  3. Friedrich Karl (1686–1693)
  4. Heinrich Friedrich von Württemberg-Winnental (1687–1734)
  5. Maximilian Emanuel von Württemberg-Winnental (1689–1709)
  6. Friedrich Ludwig von Württemberg-Winnental (1690–1734), gefallen, ⚭ Katharina von Teschen (1680–1743)
  7. Christiane Charlotte von Württemberg-Winnental (1694–1729), ⚭ Markgraf Wilhelm Friedrich (Brandenburg-Ansbach) (1686–1723)

###### Königliche Linie
1. Friedrich (Württemberg) (1754–1816), 1797 Herzog von Württemberg, 1806 König von Württemberg, ⚭ (I) Auguste Karoline von Braunschweig-Wolfenbüttel (1764–1788), ⚭ (II) Charlotte Auguste von Großbritannien, Irland und Hannover (1766–1828); → Vorfahren siehe oben, Linie Winnental
  1. Wilhelm I. (Württemberg) (1781–1864), ab 1816 König von Württemberg, ⚭ (I) Karoline Auguste von Bayern (1792–1873), ⚭ (II) Katharina Pawlowna (1788–1819), ⚭ (III) Pauline von Württemberg (1800–1873)
    1. Marie Friederike Charlotte von Württemberg (1816–1887), ⚭ Graf Alfred von Neipperg (1807–1865)
    2. Sophie von Württemberg (1818–1877), ⚭ König Wilhelm III. (Niederlande) (1817–1890)
    3. Katharina von Württemberg (1821–1898), ⚭ Friedrich von Württemberg (1808–1870)
    4. Karl (Württemberg) (1823–1891), ab 1864 König von Württemberg, ⚭ Olga Nikolajewna Romanowa (1822–1892)
      1. (adoptiert) Wera Konstantinowna Romanowa (1854–1912), ⚭ Wilhelm Eugen von Württemberg (1846–1877) – Nachkommen siehe unten

    5. Auguste von Württemberg (1826–1898), ⚭ Herzog Herrmann von Sachsen-Weimar-Eisenach (1825–1901)

  2. Katharina von Württemberg (1783–1835), ⚭ Jérôme Bonaparte (1784–1860), König von Westfalen
  3. Paul von Württemberg (1785–1852), ⚭ Charlotte von Sachsen-Hildburghausen (1787–1847)
    1. Charlotte von Württemberg (1807–1873), später Helene Pawlowna, ⚭ Michael Pawlowitsch Romanow (1798–1849)
    2. Friedrich von Württemberg (1808–1870), ⚭ Katharina von Württemberg (1821–1898), Tochter von König Wilhelm I. (Württemberg) (1781–1864)
      1. Wilhelm II. (Württemberg) (1848–1921), 1891–1918 König von Württemberg, bis 1921 Chef des Hauses Württemberg, ⚭ (I) Marie von Waldeck-Pyrmont (1857–1882), ⚭ (II) Charlotte zu Schaumburg-Lippe (1864–1946); → Linie ausgestorben
        1. Pauline von Württemberg (1877–1965), ⚭ Friedrich Hermann zu Wied (1872–1945)
        2. Ulrich (1880)

    3. Karl (1809–1810)
    4. Pauline von Württemberg (1810–1856), ⚭ Herzog Wilhelm I. (Nassau) (1792–1839)
    5. August von Württemberg (1813–1885), preuß. Generaloberst der Kavallerie

###### Linie Herzöge von Teck (1863–1981)
1. Ludwig von Württemberg (1756–1817), ⚭ (I) Maria Anna Czartoryska (1768–1854), Tochter von Prinz Adam Kazimierz Czartoryski (1734–1823); ⚭ (II) Henriette von Nassau-Weilburg (1780–1857), Tochter von Fürst Karl Christian (Nassau-Weilburg) (1735–1788); → Vorfahren siehe oben, Linie Winnental
  1. Adam von Württemberg (1792–1847)
  2. Maria Dorothea von Württemberg (1797–1855), ⚭ Erzherzog Joseph Anton Johann von Österreich (1776–1847), Palatin von Ungarn
  3. Amalie von Württemberg (1799–1848), ⚭ Herzog Joseph (Sachsen-Altenburg) (1789–1868)
  4. Pauline von Württemberg (1800–1873), ⚭ König Wilhelm I. (Württemberg) (1781–1864)
  5. Elisabeth Alexandrine von Württemberg (1802–1864), ⚭ Wilhelm von Baden (1792–1859)
  6. Alexander Paul Ludwig Konstantin von Württemberg (1804–1885), österreichischer General, ⚭ Claudine Rhédey von Kis-Rhéde (1812–1841)
    1. Claudine Henriette von Teck (1836–1894)
    2. Franz von Teck (1837–1900), 1. Herzog von Teck, ⚭ Mary Adelaide von Cambridge (1833–1897), Tochter von Adolphus Frederick, 1. Duke of Cambridge (1774–1850)
      1. Maria von Teck (1867–1953), ⚭ König Georg V. (1865–1936)
      2. Adolphus Cambridge, 1. Marquess of Cambridge (1868–1927), 2. Herzog von Teck, ⚭ Margaret Cambridge, Marchioness of Cambridge (1873–1929), Tochter von Hugh Lupus Grosvenor, 1. Duke of Westminster (1825–1899)
        1. George (1895–1981), Earl of Eltham, 2. Marquess of Cambridge, ⚭ Dorothy Hastings (1899–1988); → Linie ausgestorben
          1. Mary (* 1924), ⚭ Peter Whitley (* 1923)

        2. Mary Lady Cambridge (1897–1987), ⚭ Henry Somerset, Marquess of Worcester (1900–1984)
        3. Helena Lady Cambridge (1899–1969), ⚭ John Evelyn Gibbs (1879–1932)
        4. Frederick, Lord Cambridge (1907–1940)

      3. Francis von Teck (1870–1910)
      4. Alexander Cambridge, 1. Earl of Athlone (1874–1957), ⚭ Alice, Countess of Athlone (1883–1981), Tochter von Leopold Georg, Herzog von Albany (1853–1884)
        1. May (1906–1994), ⚭ Henry Abel Smith (1900–1993)
        2. Rupert (1907–1928), Viscount Trematon

    3. Amalie Josephine Henriette von Teck (1838–1893), ⚭ Freiherr Paul von Hügel

###### Linie Carlsruhe (Oberschlesien)
1. Eugen Friedrich Heinrich von Württemberg (1758–1822), ⚭ Luise von Stolberg-Gedern (1764–1834), Tochter von Fürst Christian Carl zu Stolberg-Gedern (1725–1764); → Vorfahren siehe oben, Linie Winnental
  1. Eugen von Württemberg (1788–1857) (1788–1857), Herzog von Württemberg, auch bekannt als Prinz Eugen von Württemberg, russ. General, ⚭ (I) Mathilde von Waldeck-Pyrmont (1801–1825), Tochter von Fürst Georg I. (Waldeck-Pyrmont) (1747–1813); ⚭ (II) Helene von Hohenlohe-Langenburg (1807–1880), Tochter von Fürst Karl Ludwig (Hohenlohe-Langenburg) (1762–1825)
    1. Marie von Württemberg (1818–1888), ⚭ Landgraf Karl II. (Hessen-Philippsthal) (1803–1868)
    2. Eugen Erdmann von Württemberg (1820–1875), ⚭ Mathilde zu Schaumburg-Lippe (1818–1891), Tochter von Georg Wilhelm (Schaumburg-Lippe) (1784–1860)
      1. Wilhelmine (1844–1892), ⚭ Nikolaus von Württemberg (1833–1903)
      2. Wilhelm Eugen von Württemberg (1846–1877), ⚭ Wera Konstantinowna Romanowa (1854–1912), Tochter von Großfürst Konstantin Nikolajewitsch Romanow (1827–1892)
        1. Karl-Eugen († 1875)
        2. Elsa (1876–1936), ⚭ Albrecht zu Schaumburg-Lippe (1869–1942), Sohn von Wilhelm zu Schaumburg-Lippe (1834–1906)
        3. Olga (1876–1932), ⚭ Maximilian zu Schaumburg-Lippe (1871–1904), Sohn von Wilhelm zu Schaumburg-Lippe (1834–1906)

      3. Pauline von Württemberg (1854–1914), ⚭ Melchior Willim

    3. Wilhelm Alexander (1825)
    4. Wilhelm von Württemberg (1828–1896)
    5. Alexandrine Mathilde von Württemberg (1829–1913)
    6. Nikolaus von Württemberg (1833–1903), ⚭ Wilhelmine von Württemberg (1844–1892), Tochter von Herzog Eugen Erdmann von Württemberg (1820–1875); → Linie ausgestorben
    7. Agnes von Württemberg (1835–1886), ⚭ Heinrich XIV. (Reuß jüngere Linie) (1832–1913)

  2. Luise von Württemberg (1789–1851), ⚭ Fürst August zu Hohenlohe-Öhringen (1784–1853)
  3. Georg Ferdinand (1790–1795)
  4. Heinrich (1792–1797)
  5. Paul Wilhelm von Württemberg (1797–1860), ⚭ Sophie Dorothee Caroline von Thurn und Taxis (1800–1870), Tochter von Fürst Karl Alexander von Thurn und Taxis (1770–1827)
    1. Maximilian von Württemberg (1828–1888), ⚭ Hermine von Schaumburg-Lippe (1845–1930), Tochter von Fürst Adolf I. Georg (Schaumburg-Lippe) (1817–1893)

###### Linie Herzöge von Urach (seit 1863)
1. Wilhelm Friedrich Philipp von Württemberg (1761–1830), Herzog von Württemberg, ⚭ (morg.) Wilhelmine Freiin von Tunderfeldt-Rhodis (1777–1822), Tochter von Baron Karl August von Tunderfeldt-Rhodis; → Vorfahren siehe oben, Linie Winnental
  1. Alexander Christian Friedrich von Württemberg (1801–1844), Graf von Württemberg, Dichter, ⚭ Helene Festetics (1812–1886), Tochter von Ladislas Festetics von Tolna
    1. Eberhard (1833–1896)
    2. Wilhelmine (1834–1910)
    3. Pauline (1836–1911), ⚭ Graf Maximilian Adam von Wuthenau-Hohenthurm (1834–1912)
    4. Karl Alexander (1839–1876)

  2. August (1805–1808), Graf von Württemberg
  3. Wilhelm von Urach (1810–1869), Herzog von Urach, Graf von Württemberg, ⚭ (I) Théodelinde de Beauharnais (1814–1857), Tochter von Eugène de Beauharnais (1781–1824), Herzog von Leuchtenberg; ⚭ (II) Florestine von Monaco (1833–1897), Tochter von Fürst Florestan I. von Monaco (1785–1856)
    1. Auguste Eugenie (1842–1916)
    2. Marie Josephine (1844–1864)
    3. Eugenie Marie (1848–1867)
    4. Mathilde Auguste (1854–1907), ⚭ Don Paolo Altieri, Principe de Viano (1849–1901), Sohn von Emilio Altieri di Oriolo, Principe di Oriolo (1819–1900)
    5. Wilhelm Karl von Urach (1864–1928), Herzog von Urach, Graf von Württemberg, als Mindaugas (II.) Thronanwärter in Litauen, bis 1928 Chef des Hauses Urach, ⚭ (I) Amalie in Bayern (1865–1912), Tochter von Carl Theodor in Bayern (1839–1909); ⚭ (II) Wiltrud von Bayern (1884–1975), Tochter von König Ludwig III. von Bayern (1845–1921)
      1. Marie Gabriele (1893–1908)
      2. Elisabeth von Urach (1894–1962), ⚭ Prinz Karl Aloys von und zu Liechtenstein (1878–1955)
      3. Karola (1896–1980)
      4. Wilhelm Fürst von Urach (1897–1957), ⚭ Elisabeth Theurer
      5. Karl Gero von Urach (1899–1981), 1928–1981 Chef des Hauses Urach, ⚭ Gabriele von Waldburg zu Zeil und Trauchburg
      6. Margarethe (1901–1975)
      7. Albrecht von Urach (1903–1969), ⚭ (I) Rosemary Blackadder (1901–1975), ⚭ (II) Ute Waldschmidt (1922–1984), Tochter von Arnold Waldschmidt (1873–1958)
        1. Marie Gabriele (1932–1989)
        2. Axel Peter (1944–1977)
        3. Manuela (* 1945)

      8. Eberhard (1907–1969), ⚭ Iniga von Thurn und Taxis (*25.8.1925 - +17.9.2008)
        1. Karl Anselm (* 1955), 1981–1991 Chef des Hauses Urach 1981 bis 1991, dejure Thronanwärter in Litauen, ⚭ (I)(morg.) Saskia Wüsthof, geschieden (II) Uta-Maria von Bülow (geb. Priemer)
          1. Wilhelm (* 1991)
          2. Max Emanuel (* 1993)

        2. Wilhelm Albert (* 1957), seit 1991 Chef des Hauses Urach, ⚭ Karen von Brauchitsch, Gräfin Berghe von Trips, Tochter von Konrad von Brauchitsch
          1. Karl-Philipp (* 1992)
          2. Alexandra-Charlotte (* 1994)
          3. Louisa (* 1996)

        3. Inigo (* 1962); ⚭ Danielle von und zu Bodman (* 1963), Tochter von Othmar von und zu Bodman (1925–1995)
          1. Eberhard (* 1990)
          2. Anselm (* 1992) ⚭ Clara von Kempis (* 1990)
            1. Beatrice (* 2021)

          3. Amelie-Philippa (* 1994)

      9. Mechtild (1912–2001), ⚭ Prinz Friedrich Karl von Hohenlohe-Waldenburg-Schillingsfürst

    6. Karl (1865–1925), Fürst von Urach, Graf von Württemberg

  4. Friedrich August (1811–1812)
  5. Franz (1814–1824)
  6. Marie (1815–1866), ⚭ Graf Wilhelm von Taubenheim (1805–1894)

###### Herzogliche Linie
1. Alexander Friedrich Karl von Württemberg (1771–1833), russ. General, ⚭ Antoinette von Sachsen-Coburg-Saalfeld (1779–1824), Tochter von Franz (Sachsen-Coburg-Saalfeld) (1750–1806); → Vorfahren siehe oben, Linie Winnental
  1. Marie von Württemberg (1799–1860), ⚭ Ernst I. (Sachsen-Coburg und Gotha) (1784–1844)
  2. Paul (1800–1802)
  3. Alexander Friedrich Wilhelm von Württemberg (1804–1881), russ. General, ⚭ Marie Christine von Orléans (1813–1839), Tochter von König Louis-Philippe I. (1773–1850), gen. der Bürgerkönig
    1. Philipp von Württemberg (1838–1917), ⚭ Marie Therese von Österreich (1845–1927), Tochter von Erzherzog Albrecht von Österreich-Teschen (1817–1895), Feldmarschall
      1. Albrecht von Württemberg (1865–1939), 1921 Chef des Hauses Württemberg, ⚭ Margarete Sophie von Österreich (1870–1902), Tochter von Erzherzog Karl Ludwig von Österreich (1833–1896)
        1. Philipp II. Albrecht von Württemberg (1893–1975), 1939 Chef des Hauses Württemberg, ⚭ (I) Helene von Österreich (1903–1924); ⚭ (II) Rosa von Österreich (1906–1983)
          1. Marie Christine von Württemberg (* 1924), ⚭ Georg Hartmann von Liechtenstein (1911–1988), Sohn von Alois von und zu Liechtenstein (1869–1955)
          2. Helene (* 1929), ⚭ Friedrich Markgraf Pallavicini
          3. Ludwig (1930–2019), ⚭ (I) Adelheid von und zu Bodman (* 1938); ⚭ (II) Angelika Kiessig (* 1942)
          4. Elisabeth (1933–2022), ⚭ Prinz Antoine von Bourbon-Sizilien (1929–2019)
          5. Marie Therese (* 1934), ⚭ Henri Philippe Pierre Marie d’Orléans (1933–2019)
          6. Carl Herzog von Württemberg (1936–2022), 1975 Chef des Hauses Württemberg, ⚭ Diane Herzogin von Württemberg (* 1940), Tochter von Henri Robert Ferdinand Marie Louis Philippe d’Orléans und Isabelle d’Orléans-Bragance
            1. Friedrich Herzog von Württemberg (1961–2018), ⚭ Wilhelmine Marie Prinzessin zu Wied (* 1973), Tochter von Ulrich Prinz zu Wied
              1. Wilhelm Herzog von Württemberg (* 1994), 2022 Chef des Hauses Württemberg
              2. Marie-Amelie (* 1996) ⚭ Franz-Ferdinand Freiherr von Feilitzsch (* 1997)
              3. Sophie-Dorothée (* 1997)

            2. Mathilde (* 1962), ⚭ Erich von Waldburg zu Zeil und Trauchburg (* 1962)
            3. Eberhard (* 1963), ⚭ Lucia Désirée Copf (* 1969)
              1. Alexander (* 2010)

            4. Philipp (* 1964), ⚭ Marie Caroline von Bayern (* 1969), Tochter von Max Emanuel Herzog in Bayern (* 1937)
              1. Sophie (* 1994) ⚭ Maximilien Comte d’Andigné (* 1989)
              2. Pauline (* 1997)
              3. Carl Theodor (* 1999)
              4. Anna (* 2007)

            5. Michael (* 1965), ⚭ Julia Störz (* 1965)
            6. Eleonore Fleur (* 1977), ⚭ Graf Moritz Goëss (* 1966)

          7. Marie Antoinette (1937–2004)

        2. Albrecht Eugen von Württemberg (1895–1954), ⚭ Nadejda von Bulgarien (1899–1958), Tochter von König Ferdinand I. (Bulgarien) (1861–1948)
          1. Ferdinand Eugen (1925–2020)
          2. Margarethe Louise (1928–2017), ⚭ Francois Luce-Bailly de Chevigny
          3. Eugen Eberhard (1930–2022), ⚭ Alexandra Habsburg-Lothringen (* 1935), Tochter von Anton Habsburg-Lothringen (1901–1987)
          4. Alexander Eugen (1933–2024)
          5. Sophie (* 1937), ⚭ Antonio Manuel Rôxo de Ramos-Bandeira

        3. Carl Alexander Herzog von Württemberg (1896–1964), Benediktinermönch
        4. Maria Amalia von Württemberg (1897–1923)
        5. Maria Theresa von Württemberg (1898–1928)
        6. Margarita Maria von Württemberg (1902–1945)

      2. Marie Amelie von Württemberg (1865–1883), jüngere Zwillingsschwester Albrechts
      3. Maria Isabella von Württemberg (1871–1904), ⚭ Johann Georg Prinz von Sachsen (1869–1938)
      4. Robert von Württemberg (1873–1947), ⚭ Maria Immaculata von Österreich (1878–1968), Tochter von Erzherzog Karl Salvator von Toskana (1839–1892)
      5. Ulrich von Württemberg (1877–1944) (1877–1944)

  4. Ernst Alexander Konstantin (1807–1868), russ. General
  5. Friedrich (1810–1815)

##### Jüngere Linie Mömpelgard
1. Ludwig Friedrich (Württemberg-Mömpelgard) (1586–1631), ⚭ (I) Elisabeth Magdalena von Hessen-Darmstadt (1600–1624), Tochter von Ludwig V. (1577–1626), Landgraf von Hessen-Darmstadt; ⚭ (II) Anna Eleonora von Nassau-Saarbrücken-Weilburg (1602–1685), Tochter von Johann Casimir von Nassau-Weilburg (1577–1602); → Vorfahren siehe oben, Linie Mömpelgard
  1. Christoph (1620–1621)
  2. Henriette Luise (1623–1650), ⚭ Markgraf Albrecht II. (Brandenburg-Ansbach) (1620–1667)
  3. Leopold Friedrich von Württemberg-Mömpelgard (1624–1662), ⚭ Sibylle von Württemberg (1620–1707), Tochter von Johann Friedrich (Württemberg) (1582–1628)
  4. Georg II. (Württemberg-Mömpelgard) (1626–1699), ⚭ Anne de Coligny (1624–1680), Tochter von Herzog Gaspard III. de Coligny (1584–1646)
    1. Otto Friedrich (1650–1653)
    2. Henriette (1654–1680)
    3. Eleonore Charlotte von Württemberg-Mömpelgard (1656–1743), ⚭ Silvius II. Friedrich (Württemberg-Oels) (1651–1697)
    4. Konrad Ludwig (1658–1659)
    5. Anna (1660–1733)
    6. Elisabeth (1665–1726), ⚭ Friedrich Ferdinand von Württemberg-Weiltingen (1654–1705), Sohn von Manfred (Württemberg-Weiltingen) (1626–1662)
    7. Hedwig (1667–1715)
    8. Leopold Eberhard (Württemberg-Mömpelgard) (1670–1723), Herzog von Württemberg-Mömpelgard, ⚭ (I) Anna Sabine von Hedwiger, Gräfin von Sponeck (1676–1735), geschieden 1714; ⚭ (II) Elisabeth Charlotte Curie, Herrin von l’Esperance (1684–1733)
      1. Leopold Eberhard von Sponeck (1695–1709)
      2. Leopoldine Eberhardine von Sponeck (1697–1786), ⚭ Ferdinand Eberhard von Sandersleben
      3. Georg Leopold von Sponeck (1697–1749), Prinz von Mömpelgard, ⚭ 1719 Eleonore Charlotte von Sandersleben
        1. Leopold Christian (1721–1723)
        2. Georg Leopold (1722–1790), Graf von Horenburg und Champvallon
        3. Ludwig (1725–1734)
        4. Eleonore Charlotte (1719–??)
        5. Franziska Salome (1724–1770/73)

      4. Charlotte Leopoldine von Sponeck (1700–1703)
      5. Leopoldine Eberhardine (1697–??)
      6. Georg Leopold (1697–??)

  5. Heinrich (1627–1628)
  6. Georgia Ludovica (1630)

##### Linie Weiltingen
1. Julius Friedrich (1588–1635), ⚭ Anna Sabina von Schleswig-Holstein-Sonderburg (1593–1659), Tochter von Johann von Schleswig-Holstein-Sonderburg (1545–1622);→ Vorfahren siehe oben, Linie Mömpelgard
  1. Roderich (1618–1651)
  2. Julia Felicitas (1619–1661), ⚭ Johann X. von Schleswig-Holstein-Gottorf (1606–1655)
  3. Silvius I. Nimrod (Württemberg-Oels) (1622–1664), ⚭ Elisabeth Marie von Münsterberg-Oels (1625–1686), Tochter von Herzog Karl Friedrich I. (Oels) (1593–1647); – Linie Oels
    1. Karl Ferdinand (1650–1669)
    2. Anna Sophie (1650–1669)
    3. Silvius II. Friedrich (Württemberg-Oels) (1651–1697), ⚭ Eleonore Charlotte von Württemberg-Mömpelgard (1656–1743)
    4. Christian Ulrich I. (Württemberg-Oels) (1652–1704), ⚭ (I) Anna Elisabeth von Anhalt-Bernburg (1647–1680); ⚭ (II) Sibylle Marie von Sachsen-Merseburg (* 28. Oktober 1667; † 9. Oktober 1693), Tochter des Herzogs Christian I. von Sachsen-Merseburg (1615–1691); ⚭ (III) Sophie Wilhelmine von Ostfriesland (* 17. Oktober 1659; † 4. Februar 1698), Tochter des Fürsten Enno Ludwig von Ostfriesland (1632–1660); ⚭ (IV) Sophie von Mecklenburg-Güstrow (* 21. Juni 1662; † 1. Juni 1738), Tochter des Herzogs Gustav Adolf von Mecklenburg-Güstrow (1633–1695)
      1. Luise Elisabeth von Württemberg-Oels (1673–1736), ⚭ Philipp (Sachsen-Merseburg-Lauchstädt) (1657–1690)
      2. Christian Ulrich (1673/74–1674)
      3. Leopold Victor (1675–1676)
      4. Friederike Christine (1676)
      5. Sophie Angelika (1677–1700), ⚭ Herzog Friedrich Heinrich (Sachsen-Zeitz-Pegau-Neustadt) (1668–1713)
      6. Eleonore Amone (1678–1679)
      7. Theodosia (1680)
      8. Christine Marie (1685–1695/96)
      9. Christian Erdmann (1686–1689)
      10. Eleonore Hedwig (1687–1688)
      11. Ulrike Erdmute (1688/89–1690)
      12. Karl Friedrich II. (Württemberg-Oels) (1689/90–1761), ⚭ Sibylle Charlotte von Württemberg-Weiltingen (1690–1735), Tochter von Friedrich Ferdinand von Württemberg-Weiltingen (1654–1705)
      13. Christian Ulrich II. (Württemberg-Wilhelminenort) (1690/91–1733/34), ⚭ Philippine Charlotte von Redern (1690/91–1758), Tochter von Erdmann von Redern
        1. Elisabeth Sofie Ch. (1714–1716)
        2. Ulrike Luise (1715–1748)
        3. Karl Christian Erdmann (1716–1792), ⚭ Marie Sophie zu Solms-Laubach (1721–1793), Tochter von Graf Friedrich Ernst zu Solms-Laubach-Wildenfels;→ Linie Oels ausgestorben
          1. Christian (1742)
          2. Friederike (1751–1789), ⚭ Friedrich August von Braunschweig-Lüneburg-Oels (1740–1805)
          3. Friedrich Christian Karl (1757–1759)

        4. Wilhelmine Philippine (1719)
        5. Franziska Charlotta J. (1724–1728)
        6. Friederike Johanna (1725–1726)

      14. Elisabeth Sibylle (1692/93–1693/94)
      15. Auguste Luise (1697/98–1738/39), ⚭ Georg Albert von Sachsen-Weißenfels (1695–1739)

    5. Julius Siegmund (1653–1684), ⚭ Anna Sophie von Mecklenburg-Schwerin (1647–1726), Tochter von Adolf Friedrich I. von Mecklenburg (1588–1658)
      1. Marie Sofie (1677/78–1678)
      2. Leopold Friedrich (1679/80–1681)
      3. Karl (1681/82–1744/45), ⚭ Wilhelmine Luise von Sachsen-Meiningen (1686–1753), Tochter von Bernhard I. von Sachsen-Meiningen (1649–1706)

    6. Kunigunde Juliana (*/† 1655)
    7. Sylvius (1660)

  4. Floriana Ernestine (1623–1672)
  5. Faustina Marianna (1624–1679)
  6. Manfred (1626–1662) ⚭ 31. Oktober 1652 Juliana von Oldenburg-Delmenhorst (1615–1691)
    1. Friedrich Ferdinand (1654–1705), ⚭ Elisabeth von Württemberg-Mömpelgard (1665–1726), Tochter von Georg II. (Württemberg-Mömpelgard) (1626–1699) → Linie Weiltingen ausgestorben
      1. Sibylle Charlotte (1690–1735), ⚭ Karl Friedrich von Württemberg-Oels (1689/90–1761), Sohn von Christian Ulrich I. von Württemberg-Oels (1652–1704)
      2. Hedwig Friederike (1691–1752), ⚭ Johann August von Anhalt-Zerbst (1677–1742)
      3. Georg Leopold F. (1693)

    2. August (1656–1689)
    3. Manfred (1658–1688)

  7. Julius Peregrinatius (1627–1645)
  8. Sueno Martialis Edenolph (1629–1656)
  9. Amadea Fredonia (1631–1633)